# Johan Jakobsson (handbollsspelare)

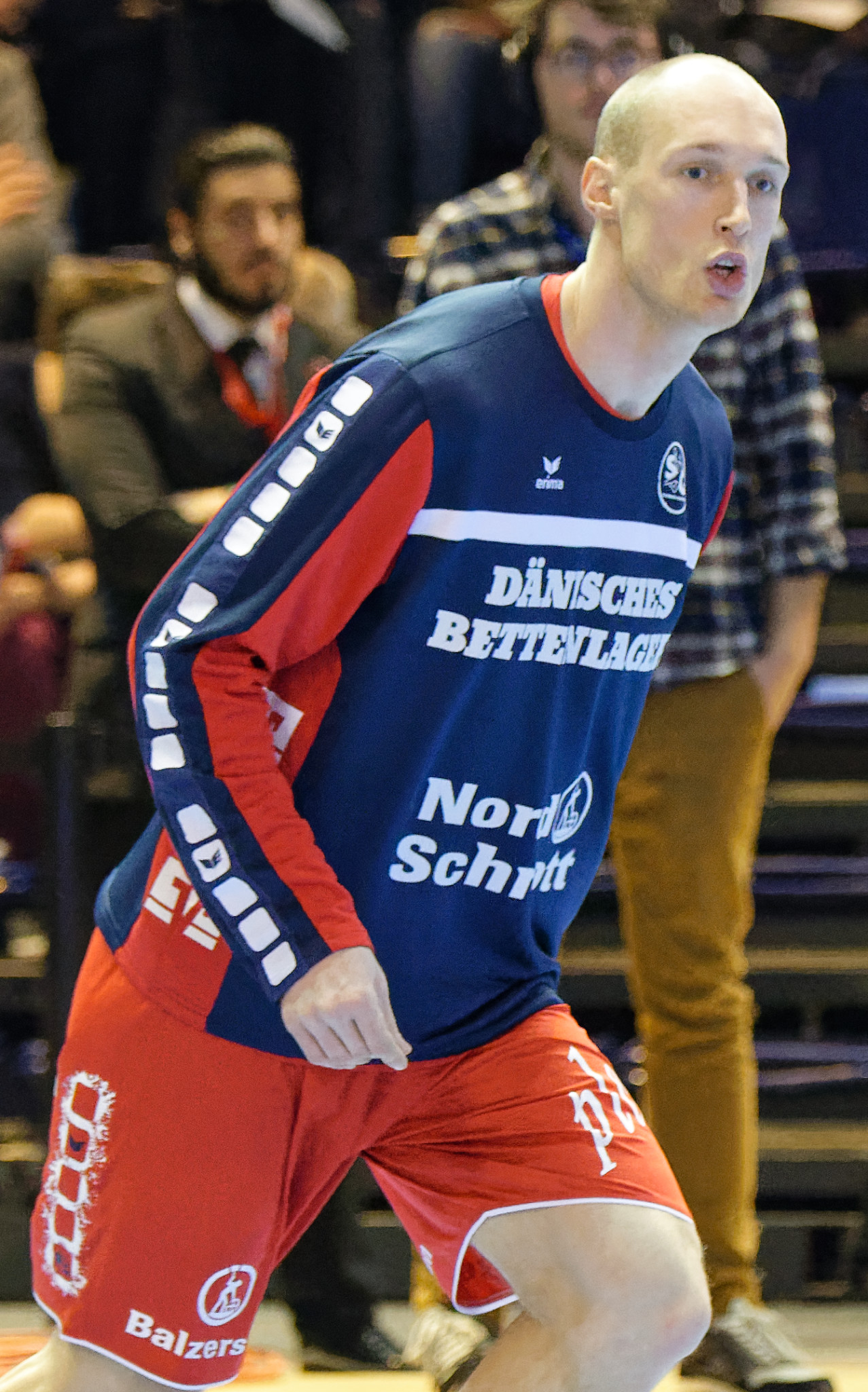
Johan Jakobsson i SG Flensburg-Handewitt, 2016.

Johan Mikael Jakobsson, född 12 februari 1987 i Göteborg, är en svensk tidigare handbollsspelare (högernia). Från 2007 till 2018 spelade han 121 landskamper och gjorde 265 mål för Sveriges landslag och deltog vid åtta seniormästerskap (VM 2009, VM 2011, EM 2012, OS 2012, EM 2014, EM 2016, OS 2016 och EM 2018). Han är brorson till landslagsspelaren Olle Jacobsson.
Jakobssons största framgångar på landslagsnivå var guld vid U21-VM 2007, OS-silver 2012 i London, all-star team vid EM 2016 i Polen och EM-silver 2018 i Kroatien.

## Klubblagskarriär
Johan Jakobsson började sin karriär i HP Warta på Hisingen i Göteborg. Han debuterade där i A-laget i Division 2 Västra som 16-åring. 2005 handplockades han till IK Sävehof för att på sikt ersätta Kim Andersson, som samtidigt lämnade klubben för det tyska storlaget THW Kiel. Under säsongen 2010/2011 var han, enligt elitseriespelarna, den som hade Elitseriens bästa skott.
Efter att 2011 ha vunnit sitt andra SM-guld med IK Sävehof lämnade han klubben för spel som heltidsproffs i Aalborg Håndbold. Där återförenades han med Jonas Larholm och Jan Lennartsson som han tidigare spelat ihop med i IK Sävehof och i A-landslaget. Hans tredje säsong i Aalborg Håndbold, 2012/2013, slutade med att man blev danska mästare, efter att ha slagit KIF Kolding København i båda finalmatcherna. Säsongen efter slutade med DM-silver, efter att KIF Kolding København tagit finalrevansch.
Inför säsongen 2014/2015 värvades Jakobsson till det tyska topplaget SG Flensburg-Handewitt i Bundesliga, som tränades av Ljubomir Vranjes. Första säsongen blev laget tyska cupmästare för första gången på tio år och fjärde gången totalt. Jakobsson storspelade i cupens finalspel (final four) och blev utsedd till hela final fours bäste spelare.

## Landslagskarriär

### U21-landslaget
2007 var Johan Jakobsson med i det U21-landslag som vann guld vid U21-VM i Makedonien. Han var i högsta grad bidragande till guldet och var lagets tredje bästa målskytt. Han blev även utsedd till turneringens bästa högernia.

### A-landslaget
I oktober 2007 debuterade Johan Jakobsson i det svenska A-landslaget under träningsturneringen Supercupen.
Jakobsson var med i VM 2009 i Kroatien, där laget slutade på sjunde plats. Han fick mest spela som högersexa i anfallsspelet där han ofta blev uppväxlad av högernian för att skjuta niometersskott.
Jakobsson var först "reserv på hemmaplan" under VM 2011 i Sverige men blev inkallade som ersättare för Kim Andersson efter att denne brutit tummen. Jakobsson blev inskriven i truppen till semifinalen och han spelade den matchen och bronsmatchen som både högernia och högersexa. Sverige slutade på fjärde plats.
Sommaren 2012 var han med i det lag som vann silver vid OS i London.
Till en början hade Jakobsson främst rollen i landslaget som reserv på högerniopositionen, först bakom Kim Andersson och sedan bakom både Andersson och Oscar Carlén. Efter OS-silvret 2012 och fram till EM 2018 var Jakobsson ordinarie på positionen (om han var skadefri) utom vid OS 2016 i Rio de Janeiro, då Kim Andersson gjorde en kort och misslyckad comeback.
Vid EM 2016 i Polen valdes Jakobsson till turneringens bästa högernia. Laget slutade på åttonde plats.

## Meriter

### Med klubblag
- Svensk mästare två gånger (2010 och 2011) med IK Sävehof
- Dansk mästare 2013 med Aalborg Håndbold
- Tysk cupmästare 2015 med SG Flensburg-Handewitt

### Med landslag
Ungdomslandslag
- U18-EM 2004: 7:a[5]
  - Turneringens All-Star Team som bäste högernia
- U20-EM 2006:  Silver[5]
- U21-VM 2007:  Guld[5]
  - Turneringens All-Star Team som bäste högernia

A-landslaget
- VM 2009 i Kroatien: 7:a
- VM 2011 i Sverige: 4:a
- EM 2012 i Serbien: 12:a
- OS 2012 i London:  Silver
- EM 2014 i Danmark: 7:a
- VM 2015 i Qatar: 10:a
- EM 2016 i Polen: 8:a
  - All-Star Team: Högernia[6]
- OS 2016 i Rio de Janeiro: 11:a
- EM 2018 i Kroatien:  Silver

### Individuella utmärkelser
- Årets komet 2008[7]